# Karl Michahelles
Georg Christian Karl Wilhelm Michahelles (* 5. Mai 1807 in Nürnberg; † 15. August 1834 in Nauplia, Griechenland) war ein deutscher Zoologe und Arzt aus Bayern.
Michahelles bereiste große Teile Dalmatiens und Kroatiens und eignete sich in dieser Zeit umfangreiches Wissen über die Vögel dieser Gegend an. Er starb im Alter von 27 Jahren in Griechenland, wo er die Tierwelt studierte und als Arzt praktizierte. Er beschrieb, neben vielen anderen Mittelmeer-Vögeln, den Felsenkleiber (Sitta neumayer) und die Maskenschafstelze (Motacilla feldegg), die bei manchen Autoren auch als Unterart Motacilla flava feldegg betrachtet wird.
Außerdem ist er Erstbeschreiber der Gattung Rippenmolche (Pleurodeles) und der Art des Spanischen Rippenmolches (Pleurodeles waltl). Auf dem Gebiet der Herpetologie arbeitete er auch mit dem ebenfalls in München tätigen Johann Georg Wagler zusammen, den er mit einigen Beiträgen in dessen illustriertem Folioband Descriptiones et icones amphibiorum unterstützte.
Die Mittelmeermöwe (Larus michahellis) wurde von Johann Friedrich Naumann (1780–1857) nach ihm benannt, wobei er den Namen von Christoph Feldegg (1780–1845) übernahm.

„Eine andere (vielleicht die nämliche) Art lebt, nach Feldegg (s. Isis. Jahrg. 1832 X. S. 1107.) am adriatischen Meer, namentlich an der Küste von Dalmatien; er nennt sie L. Michahellis.“

Naumann konnte zu diesem Zeitpunkt nicht genau beurteilen, ob die neue Art dem Typusexemplar Feldeggs entsprach. So schrieb er:

„Ich sahe sie nur flüchtig im K.K. Naturalienkabinette zu Wien, habe sie auch jener des Berliner Museums gegenüber nicht vergleichen können, um mit Bestimmtheit zu sagen, ob beide identisch sind.“

Feldegg wiederum begründete die Namensgebung wie folgt:

„Soviel ich aber erfahren konnte, ist sie noch nirgends beschrieben, ich möchte daher, aus Rücksicht auf die großen Verdienste des Herrn Doctor Michahelles um die Naturgeschichte Dalmatiens, vorschlagen, dieser schönen Meve seinen Namen zu geben, unter welchem ich sie auch schon seit einigen Monaten, zur Unterscheidung von ihren nördlichen Anverwandten, in meiner Sammlung aufgestellt habe.“

Der Mainzer Notar und Ornithologe Carl Friedrich Bruch (1789–1857) nannte sie in Anlehnung an Feldegg Glaucus michahellesii. In einer Nachbetrachtung zur Art widerlegte Johann Heinrich Blasius (1809–1870), dass es sich hierbei um eine für die Wissenschaft neue Art handle, sondern vielmehr um die in Dalmatien relativ häufig anzutreffende Silbermöwe (Larus argentatus) Pontoppidan, 1763.
Während seines Studiums wurde er im Winter-Semester 1825/26 Mitglied der Erlanger Burschenschaft.

## Werke
- Ueber einige Dalmatinische Vertebraten, die zugleich im westlichen Asien vorkommen. In: Isis von Oken. 1830, S. 809–820 (online [abgerufen am 26. August 2011]).
- Das Malo di Scarlievo in historischer und pathologischer Hinsicht. J. M. Steinischen Buchhandlung, Nürnberg 1832 (online [abgerufen am 26. August 2011]).
- Neue südeuropäische Amphibien. In: Isis von Oken. XXIII, Leipzig 1830, S. 189–195, S. 806–809.